# 裸顶蚁鸟
，是雀形目蚁鸟科的一种鸟类，属于单型的裸顶蚁鸟属（学名：Gymnocichla）。
裸顶蚁鸟体重约30.5克，翼长约75.2毫米，喙宽度约5.2毫米，喙厚度约5.3毫米，嘴峰长约20.5毫米，跗蹠长约29.3毫米，尾长约58.1毫米。
裸顶蚁鸟是留鸟，栖息在森林，它们是食肉动物，主要以昆虫、蜘蛛等陆生无脊椎动物为食。它们分布在危地马拉、伯利兹、巴拿马、哥斯达黎加以及哥伦比亚。